# Skärjåskogen
Skärjåskogen är ett naturreservat i Gävle kommun i Gävleborgs län.
Området är naturskyddat sedan 2001 och är 72 hektar stort. Reservatet består av sumpskog och kring den lövbränna, det vill säga lövskog som vuxit upp efter skogsbrand.